# Elbdeichhinterland
Das Naturschutzgebiet Elbdeichhinterland liegt auf dem Gebiet des Landkreises Prignitz in Brandenburg.
Das Gebiet mit der Kenn-Nummer 1388 wurde mit Verordnung vom 16. Mai 1990 unter Naturschutz gestellt. Das 816 ha große Naturschutzgebiet erstreckt sich südlich des Kernortes Cumlosen. Westlich fließt die Elbe und verläuft die Landesgrenze zu Sachsen-Anhalt (in der Elbmitte). Die B 195 verläuft östlich.